# Burelete (heráldica)
En heráldica, un burelete o burulete es un rollo de tela retorcida que se coloca en la parte superior del yelmo. Tiene el doble propósito de enmascarar la unión entre el yelmo y la cimera, y de mantener el lambrequín en su lugar.
A veces se dice erróneamente que el burelete representa a un pañuelo o una manga, que la dama del caballero le dio para que se pusiera cuando se fue a las guerras o participó en un torneo. Se sabe que el propósito del burelete es enmascarar la unión antiestética del yelmo y la cimera. Sin embargo, es posible que un caballero pueda girar el favor(pañuelo) hacia adentro o hacia afuera, una y otra vez sobre la sección que rodeaba el lugar de unión de la cimera y el yelmo. Por lo tanto, el favor (pañuelo de damas) podría transformarse en el burelete.
El burelete está blasonado como parte de la cimera. Por ejemplo, el Escudo de Canadá está blasonado: "En una corona de plata y Gules, un león leopardado de oro coronado imperialmente propiamente dicho y sosteniendo en la pata diestra una hoja de arce de gules". Los esmaltes del burelete generalmente no se mencionan en el blasón, ya que se supone que son del metal principal y del color del escudo. Como el lambrequín, el burelete siempre debe ser de un metal y un color; por lo general, el burelete y el lambrequín tienen las mismas tinturas. En la Heráldica británica, el burelete generalmente se muestra con seis giros de material, alternativamente metal y color.
El burelete abstracto es un desarrollo moderno en el que la tela retorcida del mismo aparece como una barra o poste sólido, recto, de colores retorcidos. Este desarrollo posterior se debe a una simplificación del diseño del burelete blasonado.
Ocasionalmente, el burelete se reemplaza por una corona o coroneta (pequeña corona), que luego se denomina cimera-corona. En el pasado, esta práctica estaba muy extendida entre todos los rangos, pero hoy en día generalmente se les niega a quienes no pertenecen a la realeza ni a la nobleza, excepto en circunstancias especiales. Algunos plebeyos han pasado por alto esta regla colocando una corona encima de un burelete, en lugar de en su lugar.
El burelete también se usa a menudo como decoración en un animal heráldico, ya sea en la frente, como una forma de diadema o alrededor del cuello. Moros y Sarracenos se representan tradicionalmente en heráldica con un burelete en la frente.

## Galería

Representación típica del burelete en esmalte de gules y plata.
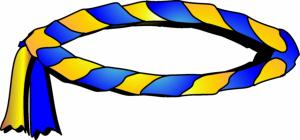
Burelete en azur y oro.
Las armas del Consejo del condado de Suffolk son un ejemplo de corona-cimera. La cimera se coloca sobre una corona antigua en lugar del burelete habitual.
Las armas de Cerdeña cuentan con cuatro cabezas de moros con toros en la frente.
La cimera del Gobernador General de Canadá encima del burelete.